# 死亡五小
死亡五小（英語：Death Lineup）是2014年至2019年NBA金州勇士的无位置篮球小球阵容。该阵容由主教练史蒂夫·科尔打造，成员前后曾包括斯蒂芬·库里、克雷·湯普森、卓雷蒙·格林、安德烈·伊格达拉、哈里森·巴恩斯、凯文·杜兰特，该阵容不一定以首发使用，而通常在比赛上半场和比赛结束前使用。

## 阵容成员
| 2014年-2016年卓雷蒙·格林 司职：中锋/控球前锋安德烈·伊格达拉 司职：前锋哈里森·巴恩斯 司职：前锋克雷·湯普森 司职：前锋/后卫斯蒂芬·库里 司职：双能卫 |
| 2016年-2019年卓雷蒙·格林 司职：中锋/控球前锋安德烈·伊格达拉 司职：前锋凯文·杜兰特 司职：前锋克雷·湯普森 司职：前锋/后卫斯蒂芬·库里 司职：双能卫   |